# Lasiopogon arenicolus
Lasiopogon arenicolus är en tvåvingeart som först beskrevs av Osten Sacken 1877.  Lasiopogon arenicolus ingår i släktet Lasiopogon och familjen rovflugor.
Artens utbredningsområde är Kalifornien. Inga underarter finns listade i Catalogue of Life.